# Lirabotys infuscalis
Lirabotys infuscalis is een vlinder uit de familie van de grasmotten (Crambidae). De wetenschappelijke naam van deze soort is voor het eerst voorgesteld als Botys infuscalis door Philipp Christoph Zeller in een publicatie uit 1852.
De soort komt voor in Zuid-Afrika.